# Грищенко, Александр Игоревич
Алекса́ндр И́горевич Гри́щенко (род. 29 сентября 1983, Ташкент) — российский филолог, писатель и поэт.
С 2000 года живет в Москве. Окончил филологический факультет Московского педагогического государственного университета в 2005 году и аспирантуру кафедры русского языка того же факультета в 2008 году. Кандидат филологических наук (2009, тема диссертации — «Идиостиль Николая Моршена»). Доктор филологических наук (2021, ВШЭ, тема диссертации — «Славяно-еврейские языковые контакты в средневековой Восточной Европе: лингвотекстологические аспекты»).
Преподаёт в МПГУ (с 2006 года, доцент с 2011 года), в ПСТГУ (с 2010 года). С 2015 по 2023 год — старший научный сотрудник Института славяноведения РАН.
Публиковался в журналах «Октябрь», «Звезда Востока», CD-журнале «Девушка с веслом», в альманахах «Малый Шелковый путь», «Встречи» (Philadelphia), сборнике «Вершина айсберга» и др.
Лауреат независимой литературной премии «Дебют» (2004) в номинации «Крупная проза» за повесть «Вспять». Автор книги стихов «Первая капля» (2000).

## Сочинения
- Андрей Виноградов, Александр Грищенко Андрей Первозванный: Опыт небиографического жизнеописания. — М.: Молодая гвардия, 2013. — 406 с. — (Жизнь замечательных людей)